# Harald Graf von Posadowsky-Wehner
Harald Graf von Posadowsky-Wehner (* 25. August 1910 in Kiel; † 8. September 1990 in Bonn) war ein deutscher Botschafter.

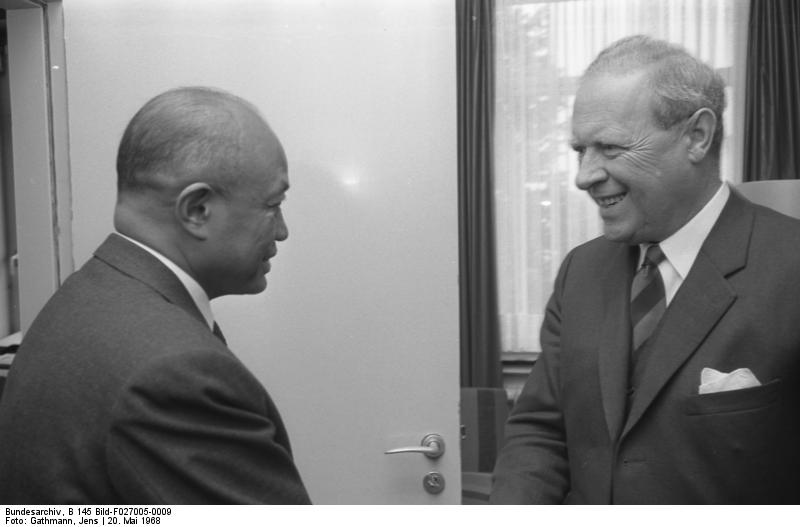
Harald von Posadowsky-Wehner (rechts), 1968 mit dem madagassischen Generalstabschef

## Leben
Harald Graf von Posadowsky-Wehner war ein Sohn des Marineoffiziers und -Attachés sowie späteren Admirals Harry Graf von Posadowsky-Wehner und Erika Posadowsky-Wehner (zuvor von Witzleben-Normann) und stammte somit aus dem schlesischen Uradel. Posadowsky-Wehner besuchte die Hermann-Lietz-Schule Spiekeroog, durchlief von 1930 bis 1932 eine kaufmännische Ausbildung bei der IG Farbenindustrie AG und studierte 1932 bis 1937 Volkswirtschaft in Frankfurt am Main, Hamburg und Paris. Er promovierte zum Dr. rer. pol. und trat anschließend 1937 eine Stelle als Erster Direktionsassistent der I.G. Farben in Frankfurt am Main an. Bei Ausbruch des Zweiten Weltkriegs wurde er zur Luftwaffe eingezogen, wurde Leutnant und 1941 ins Reichsluftfahrtministerium versetzt, wo er bis 1945 als Referent diente. Im Jahr 1947 wurde Harald von Posadowsky-Wehner aus der 1945 begonnenen Kriegsgefangenschaft entlassen und wurde danach Referent im Büro für Friedensfragen in Stuttgart. 1950 wechselte er als Referatsleiter bis 1952 ins Bundesministerium für Wirtschaft nach Bonn. In den auswärtigen Dienst trat er 1952 als Leiter der Wirtschaftsabteilung der Deutschen Botschaft Canberra in Australien über. 1956 wurde er Referent der Handelspolitischen Abteilung des Auswärtigen Amtes in Bonn, ab 1957 als Legationsrat Erster Klasse. 1960 bis 1964 diente Harald von Posadowsky-Wehner in Lagos als erster deutscher Botschafter in Nigeria. Ab 1964 war er Leiter des Afrika-Referats im Auswärtigen Amt in Bonn und prägte die westdeutsche Afrikapolitik maßgeblich. Seine Karriere beendete er als Generalkonsul in New York City in den Jahren 1970 bis 1975.
Im Jahr 1972 erhielt er das Große Bundesverdienstkreuz. Eine besondere Ehre und weiterer Karrierehöhepunkt wurde ihm im Dezember 1977 zu Teil, als er als deutscher Sonderbotschafter der Kaiserkrönung von Jean-Bédel Bokassa in der Zentralafrikanischen Republik beiwohnte. Wie auf vielen seiner anderen afrikanischen Stationen wurde ihm auch bei dieser Gelegenheit – hier auf sein Ansuchen durch Vermittlung des deutschen Botschafters – ein Orden verliehen. Seiner Frau bekam bei dieser Gelegenheit auch einen mitverliehen. Dies erfüllte den Grafen mit großem Stolz. Außerordentlich prophetisch erwies sich seine Aussage in einem Privatgespräch zur Dauerhaftigkeit des nunmehrigen Zentralafrikanischen Kaiserreiches: „Na, so zwei Jahre wird es halten.“
Harald Graf von Posadowsky-Wehner, lebte unter anderem in Bonn-Bad Godesberg, war in erster Ehe verheiratet mit Dorothee Posadowsky-Wehner, geborene Jacobs-Werlé (1914–1961). Sie hatten zwei Kinder, Alexandra Gräfin zu Schwerin-Schwanenfeld (1937–1965) und Sylvius (* 1941). 1967 heiratete er Josephine Wilhelmine Prinzessin von Hohenzollern-Sigmaringen (1922–2006), Tochter von Albrecht von Hohenzollern-Sigmaringen.
Ab 1971 war im Johanniterorden aktiv, 1978 als Rechtsritter mit Mitgliedschaft in der Provinzialgenossenschaft Rheinland. 1985 erfolgte die Ernennung zum Ehrenkommendator.

## Publikation
- Afrika in den letzten 10 Jahren. Pfaffenhofen 1970.